# Xeroniscus sulcatus
Xeroniscus sulcatus är en kräftdjursart som beskrevs av Franco Ferrara och Stefano Taiti 1996A. Xeroniscus sulcatus ingår i släktet Xeroniscus och familjen Eubelidae. Inga underarter finns listade i Catalogue of Life.